# Pylonenstation

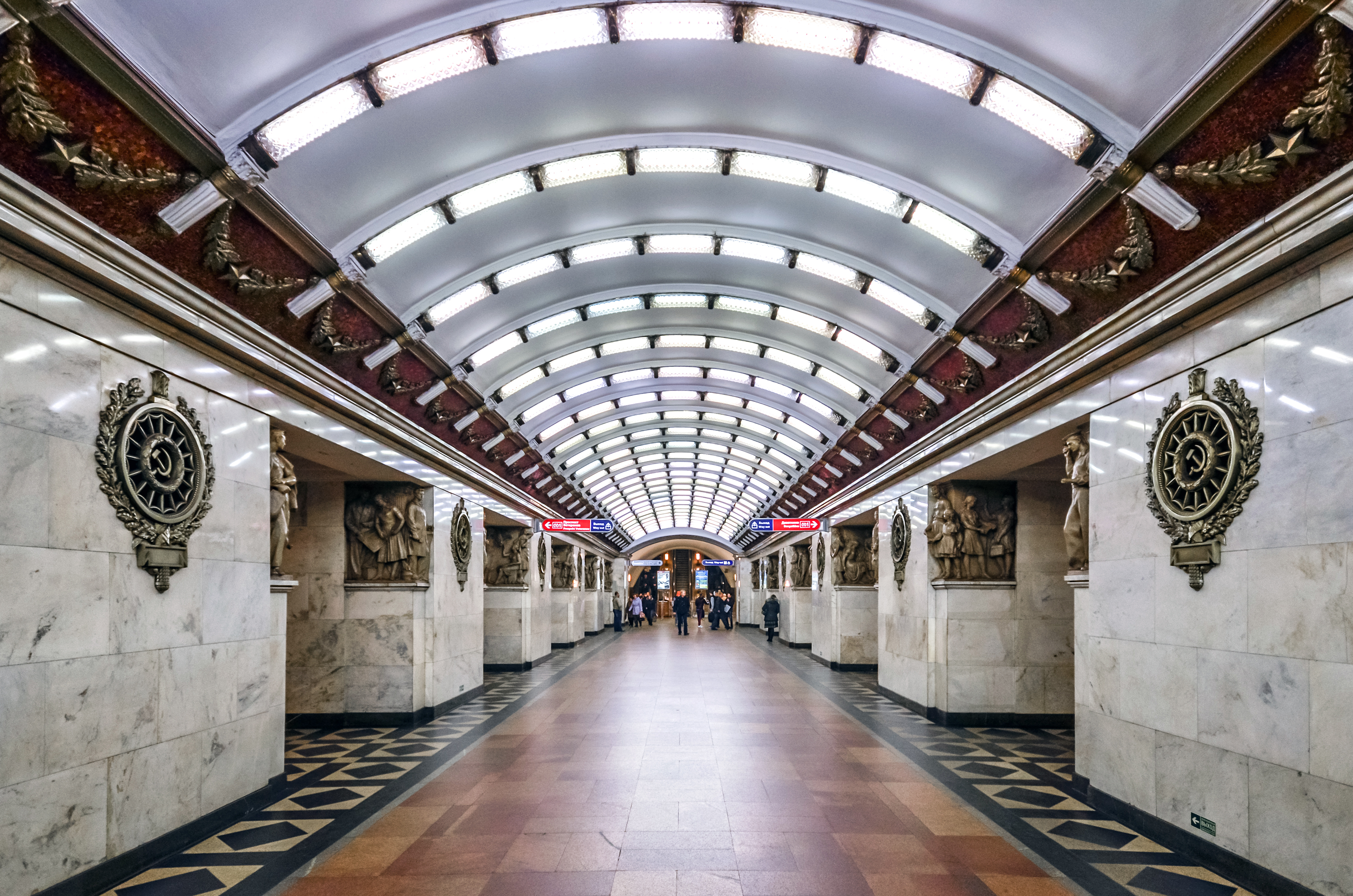
Metrostation Narvskaja in Sint-Petersburg

Een pylonenstation (Russisch: Пилонная станция; Pilonnaja stantsia) is een type diepgelegen metrostation (dieper dan 15 meter onder de oppervlakte), dat werd aangelegd ten tijde van de Sovjet-Unie. Het is het oudste type diepgelegen metrostation. Het belangrijkste onderscheidende kenmerk is de manier van scheiding van de centrale hal van de stationstunnels. 
Pylonenstations bestaan uit drie aparte hallen, die van elkaar worden gescheiden door een rij pylonen met doorgangen ertussen. De onafhankelijke hallen maken het mogelijk dat de architectonische vorm van de centrale hal en de stationstunnels kunnen verschillen. Dit was met name karakteristiek voor stations die werden gebouwd in de jaren 60, toen, als gevolg van het beleid om de kosten terug te dringen, de stationstunnels en de tunnelmuren significant minder van uitstraling werden dan de centrale hal.
Pylonenstations werden ingezet als wapen in moeilijke geologische situaties, daar dergelijke stations beter in staat waren om de gronddruk te weerstaan. Het beperkte aantal smalle doorgangen zorgde echter ook voor slechte doorstroming tussen de hallen.
Voorbeelden van pylonenstations zijn onder andere Smolenskaja, Oktjabrskaja, Taganskaja en Kievskaja van de metro van Moskou, Plosjtsjad Lenina, Poesjkinskaja, Narvskaja, Gorkovskaja en Moskovskieje vorota van de metro van Sint-Petersburg en Chresjtsjatyk, Oeniversytet en Lybidska van de metro van Kiev.

## Stations met een verkorte hal
Met name aan het einde van de jaren 50 en het begin van de jaren 60 werden pylonenstations met verkorte centrale hallen gebouwd om zo geld te besparen. De centrale hal was hierbij tot driemaal korter dan de stationstunnels en had een maximum van 5 tot 6 pylonen. Stations van dit type zijn onder andere Vladimirskaja, Tsjernysjevskaja, Elektrosila (metrostation) en Gorkovskaja van de metro van Sint-Petersburg en Sjoeljavska van de metro van Kiev.